# Persadanta
Persadanta is een bestuurslaag in het regentschap Karo van de provincie Noord-Sumatra, Indonesië. Persadanta telt 877 inwoners (volkstelling 2010).